# Birger Welander
Yngve Birger Gideon Welander, född 15 augusti 1916 i Nacka, död 3 januari 1985 i Uppsala, var en svensk målare.
Han var son till verkmästaren Sven Magnus Gideon Welander och Lisa Eve-Lina Lindborg och från 1949 gift med sjuksköterskan Jenny Gunborg Olson. Welander studerade vid Grünewalds målarskola och genom självstudier under resor till Frankrike, Italien och Spanien. Separat ställde han bland annat ut i Avesta, Bollnäs, Ludvika, Hedemora, Sandviken, Borlänge och Nynäshamn. Tillsammans med Sven Linder ställde han ut i Köping 1956 och han var representerad i Uplands konstförenings utställning Konst från Upland som visades i Gävle 1946. Hans konst består av figurer, stilleben och landskapsskildringar från Uppsalatrakten, väst- och ostkusten samt miljöbilder från sina studieresor utförda i olja. Welander är representerad med oljemålningar vid Stiftelsen Uppsalahem och Arméns underofficerskola.